# Илляшевич, Лев Львович
Лев Льво́вич Илляше́вич (1878—1936) — участник Белого движения на Юге России, командир Марковского артиллерийского дивизиона, генерал-майор.

## Биография
Из потомственных дворян Харьковской губернии, происхождением из дворян Екатеринославской губернии. Сын капитан-лейтенанта флота в отставке, надворного советника Льва Васильевича Илляшевича (1845—1914), бывшего змиевским уездным предводителем дворянства, и его первой жены Марии Константиновны Гуссаковской.
Окончил Нижегородский графа Аракчеева кадетский корпус (1895) и Александровское военное училище (1897), откуда выпущен был подпоручиком в Свеаборгскую крепостную артиллерию. Произведен в поручики 28 августа 1900 года.
10 июля 1904 года переведен в 3-й осадный артиллерийский полк, 29 марта 1908 года — в Киевский осадный артиллерийский полк, а 21 августа 1910 года — в 4-й тяжелый артиллерийский дивизион, в который был переформирован осадный полк. Произведен в штабс-капитаны 29 августа 1904 года, в капитаны — 28 августа 1910 года. Во время службы в Киеве состоял вице-председателем Киевского общества эсперантистов «Зеленая звезда».
В Первую мировую войну вступил с 4-й тяжелой артиллерийской бригадой. За боевые отличия был награжден несколькими орденами. Произведен в подполковники 22 ноября 1915 года «за отличия в делах против неприятеля». 12 января 1917 года переведен в 31-й отдельный полевой тяжелый артиллерийский дивизион.
В конце 1917 года прибыл на Дон в Добровольческую армию. Участвовал в 1-м Кубанском походе в управлении артиллерийского дивизиона. В Вооруженных силах Юга России — командир 7-й батареи 2-й артиллерийской бригады, с 13 апреля 1919 года — командир 4-го дивизиона той же бригады, с 22 июня 1920 года отчислен от должности. В Русской армии до эвакуации Крыма. На 18 декабря 1920 года — в 1-й батарее 5-го артиллерийского дивизиона в Галлиполи. В 1921 году был произведен в генерал-майоры. В декабре того же года в Варне принял командование Марковским артиллерийским дивизионом и состоял в должности командира до 1934 года.
В эмиграции во Франции. Обосновался в Риуперу (фр. Rioupéroux) под Греноблем, где служил в бюро компании Alais Froges et Camargue (A.F.C.). Был председателем русской колонии Риуперу, начальником группы Русского общевоинского союза и 1-го армейского корпуса, а также председателем местного отделения Общества галлиполийцев. В начале 1930-х годов способствовал устройству в Риуперу церкви св. Тихона Задонского, состоял товарищем председателя приходского совета.
Жена - Елена Дмитриевна, урождённая Туторская, дочь генерал-майора Д.И.Туторского.
Умер в 1936 году в санатории близ Гренобля.

## Награды
- Орден Святого Станислава 3-й ст. (ВП 21.01.1909)
- Орден Святой Анны 3-й ст. (ВП 10.05.1912)
- Орден Святой Анны 2-й ст. с мечами (ВП 28.01.1915)
- Орден Святого Владимира 4-й ст. с мечами и бантом (ВП 15.05.1915)
- Орден Святого Станислава 2-й ст. с мечами (ВП 30.11.1915)
- мечи и бант к ордену Св. Станислава 3-й ст. (ВП 9.12.1916)
- старшинство в чине подполковника с 20 июня 1913 (ПАФ 31.03.1917)
- старшинство в чине подполковника с 20 июня 1911 (ПАФ 7.10.1917)